# Tabanović (Mionica)
Pour les articles homonymes, voir Tabanović.
Tabanović (en serbe cyrillique : Табановић) est un village de Serbie situé dans la municipalité de Mionica, district de Kolubara. Au recensement de 2011, il comptait 352 habitants.

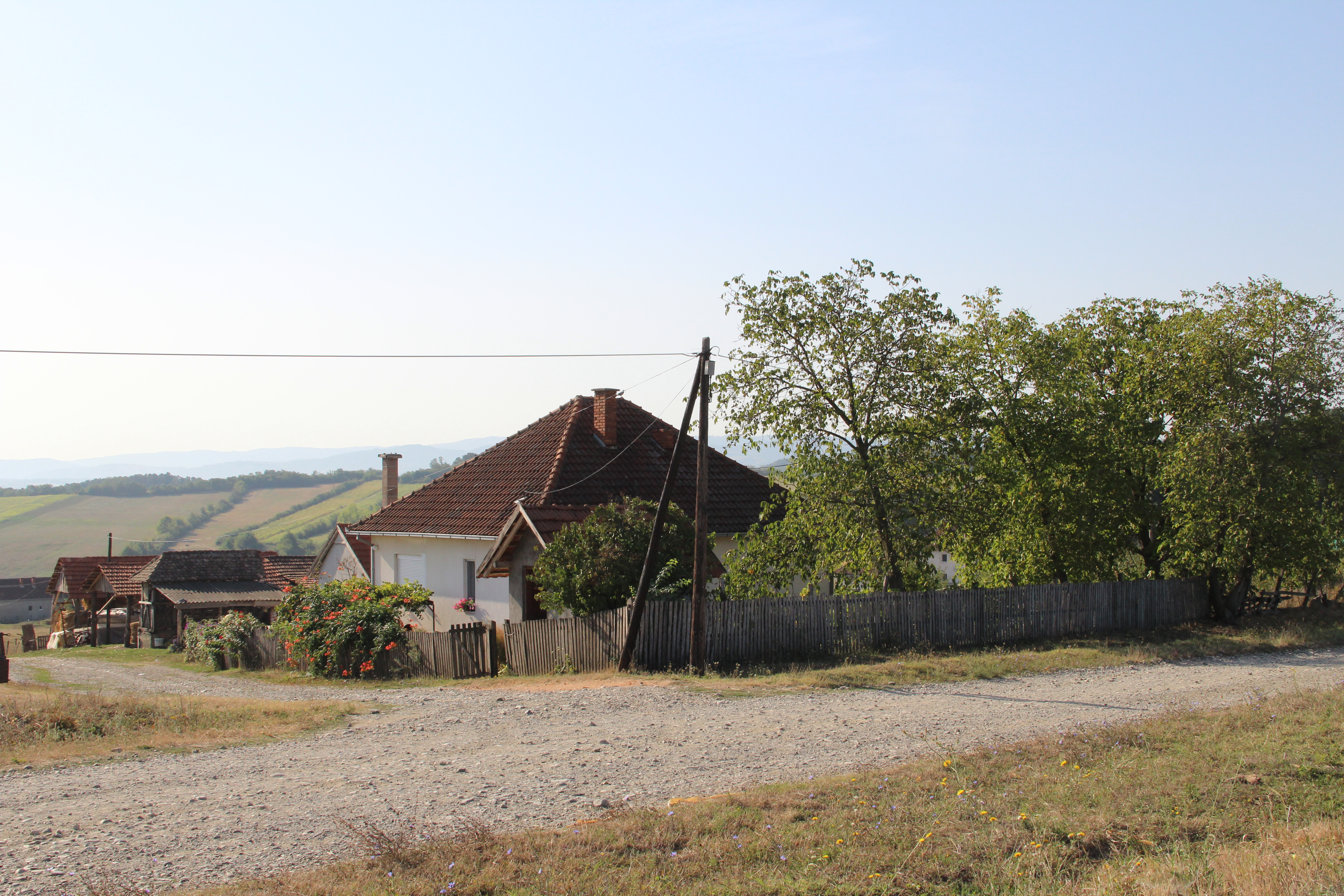
Tabanović - Panorama
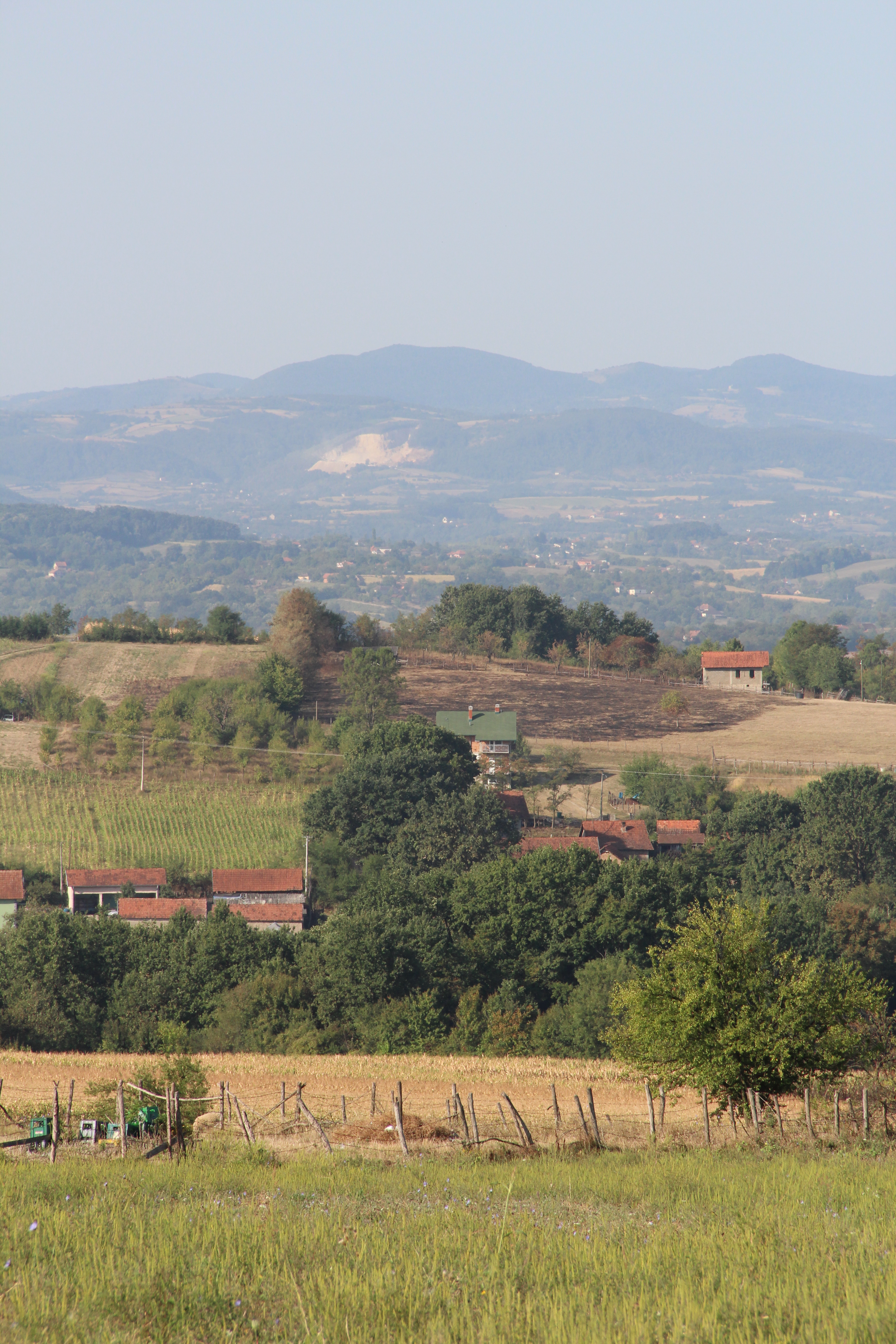
Tabanović - Panorama
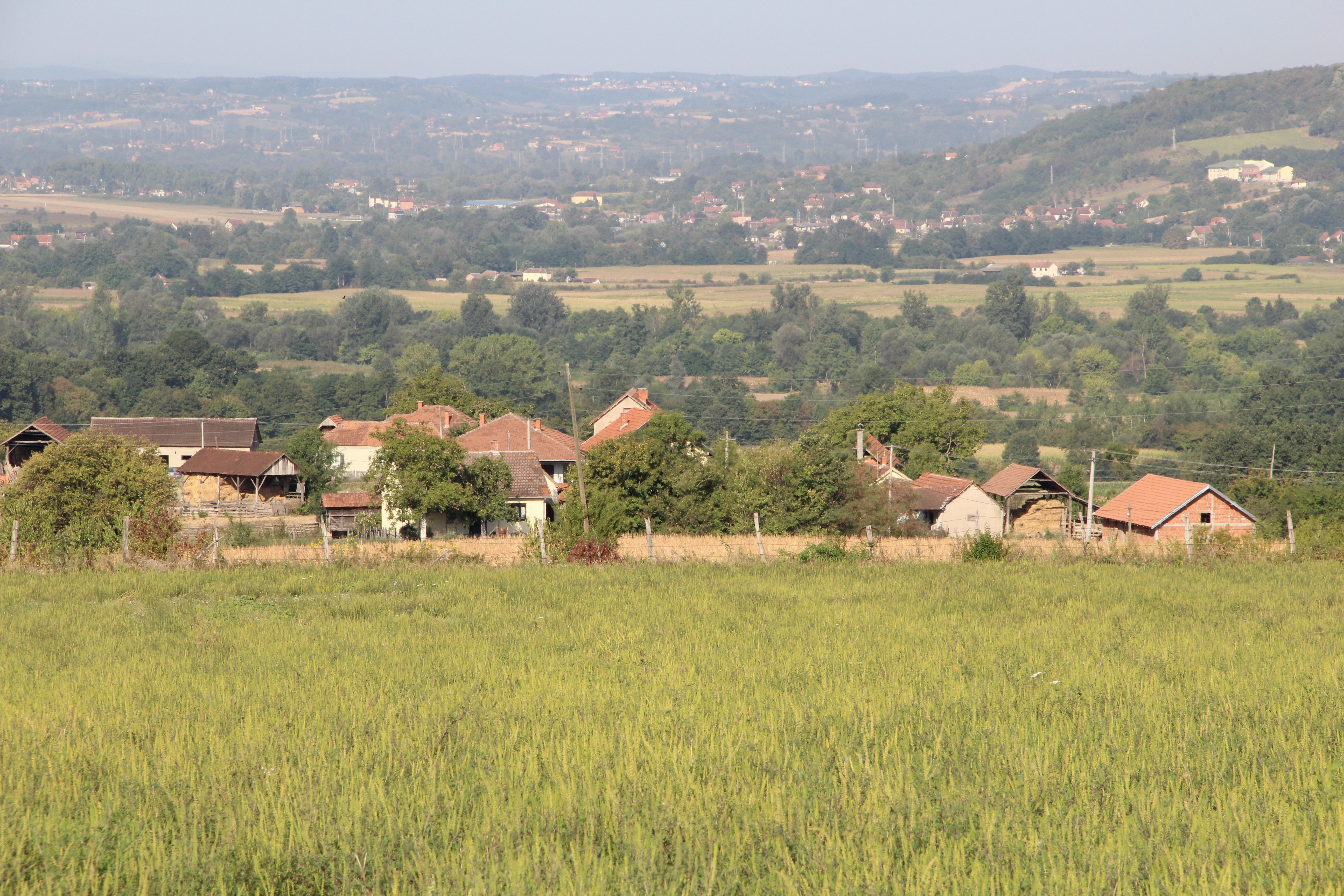
Tabanović - Panorama
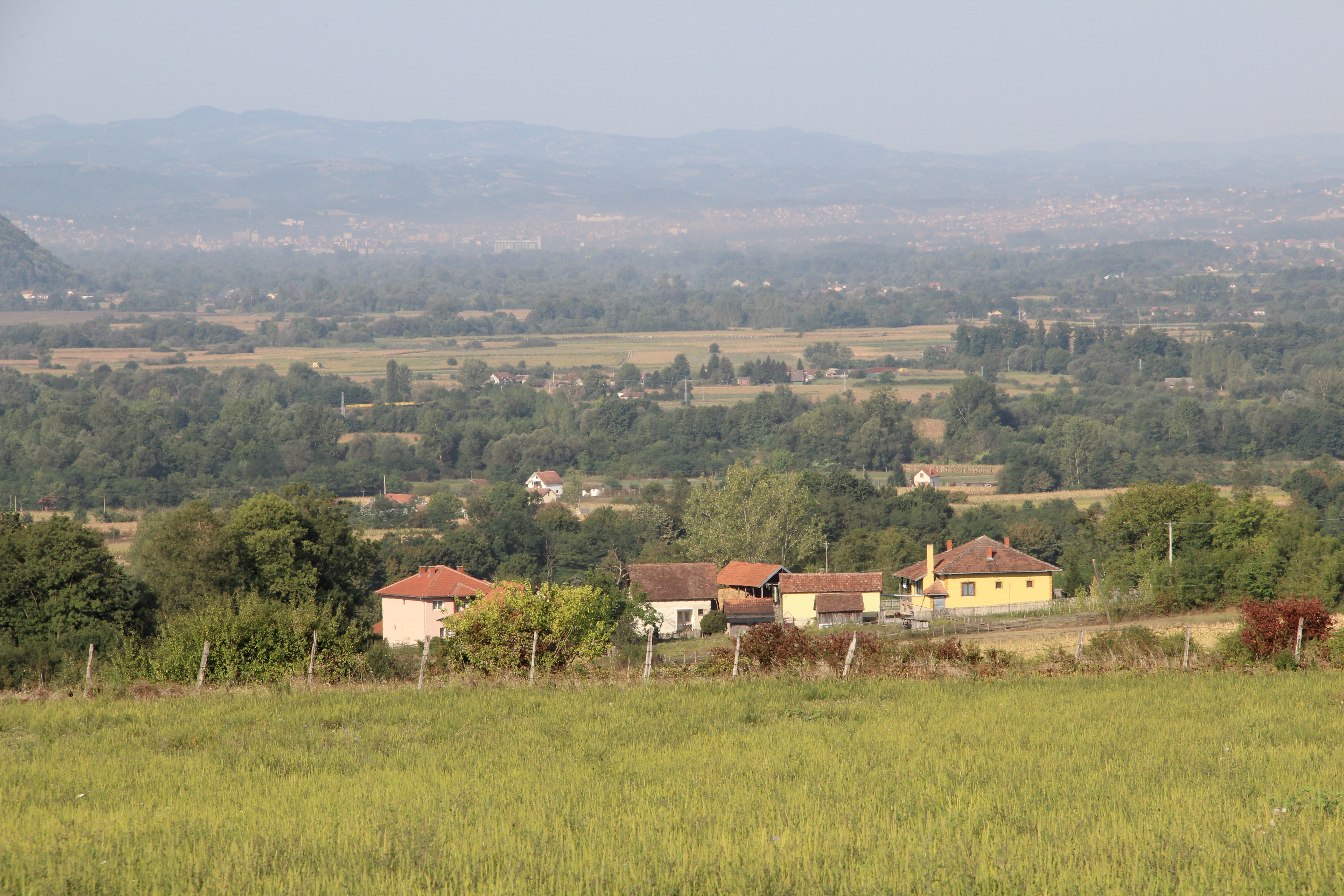
Tabanović - Panorama
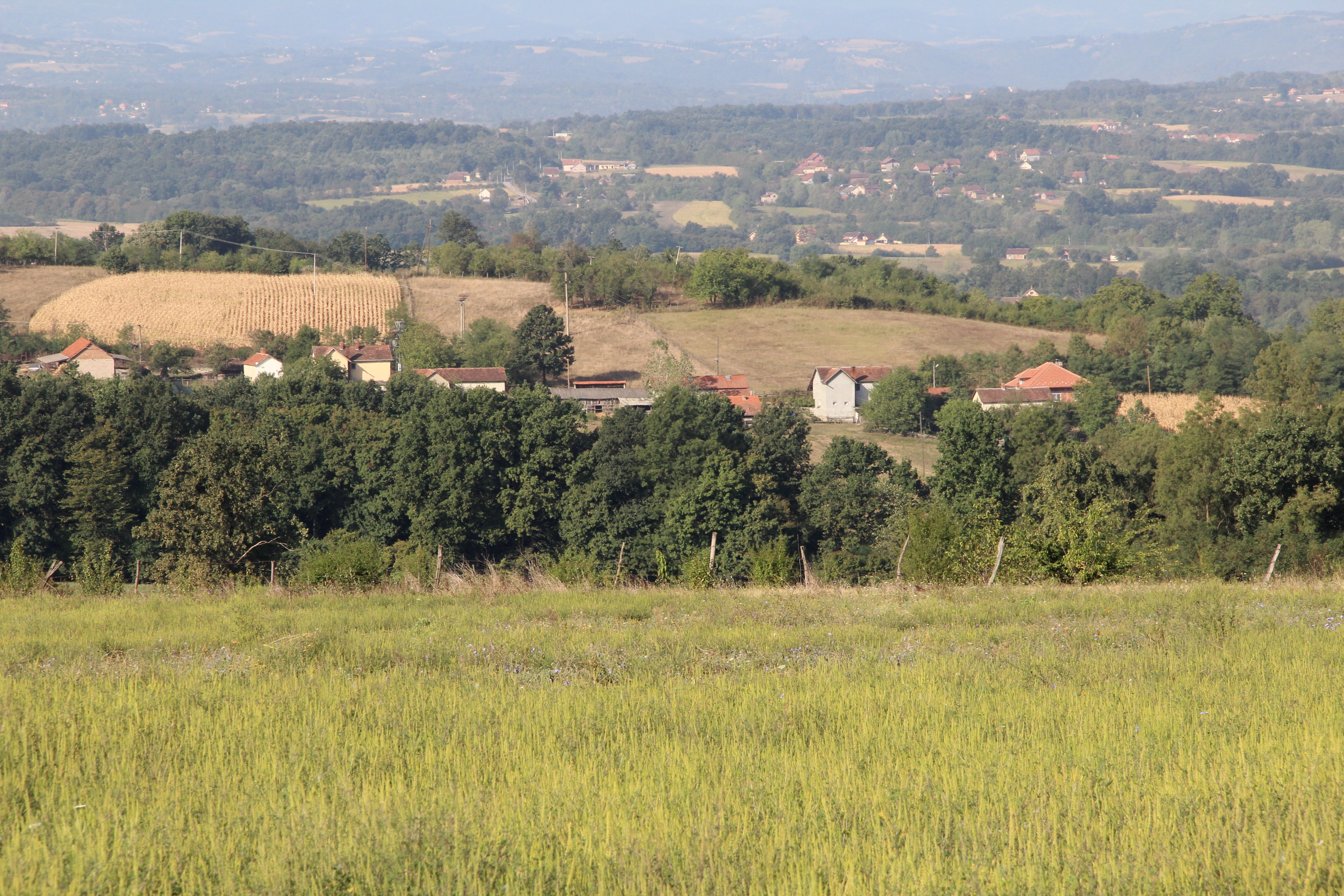
Tabanović - Panorama
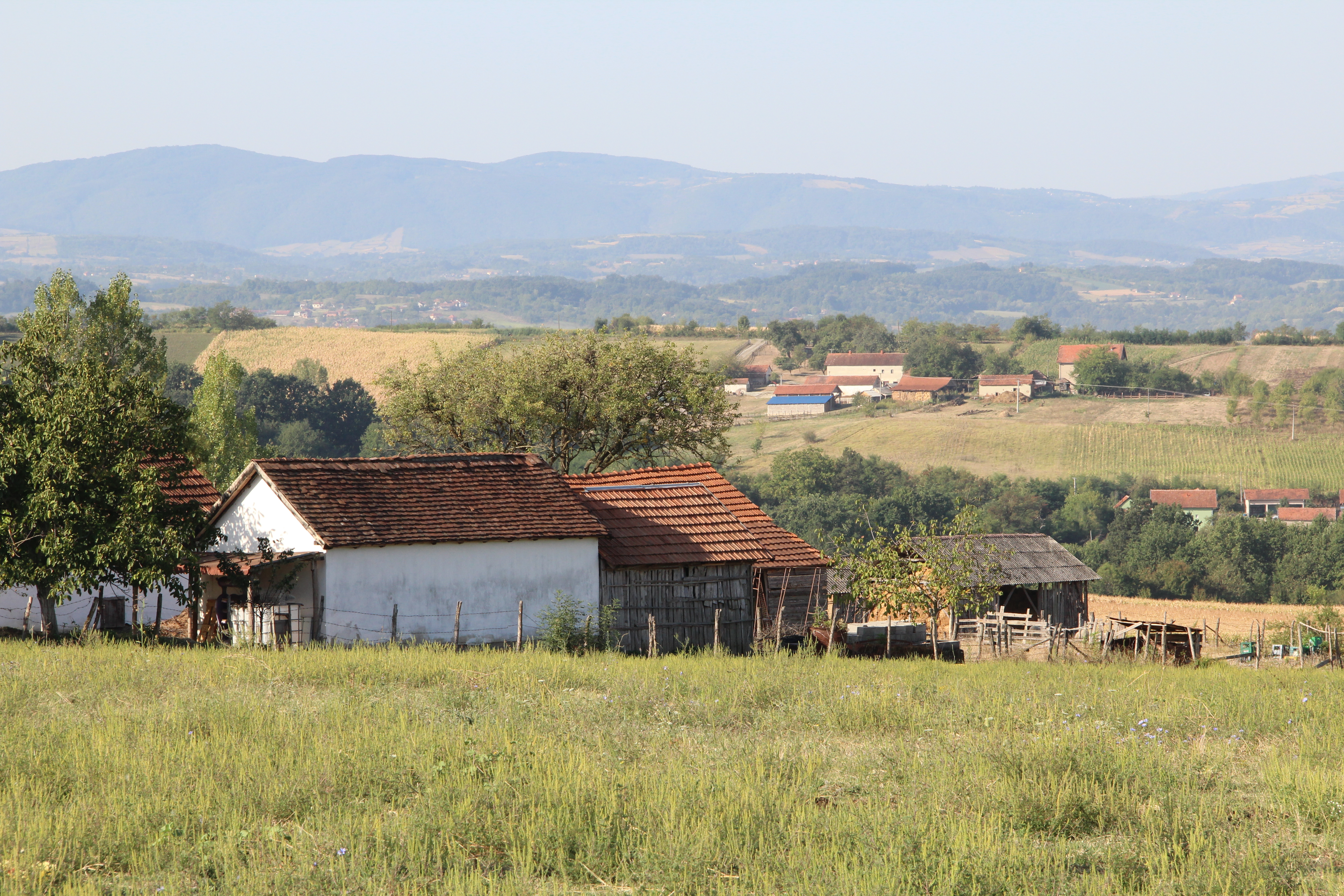
Tabanović - Panorama
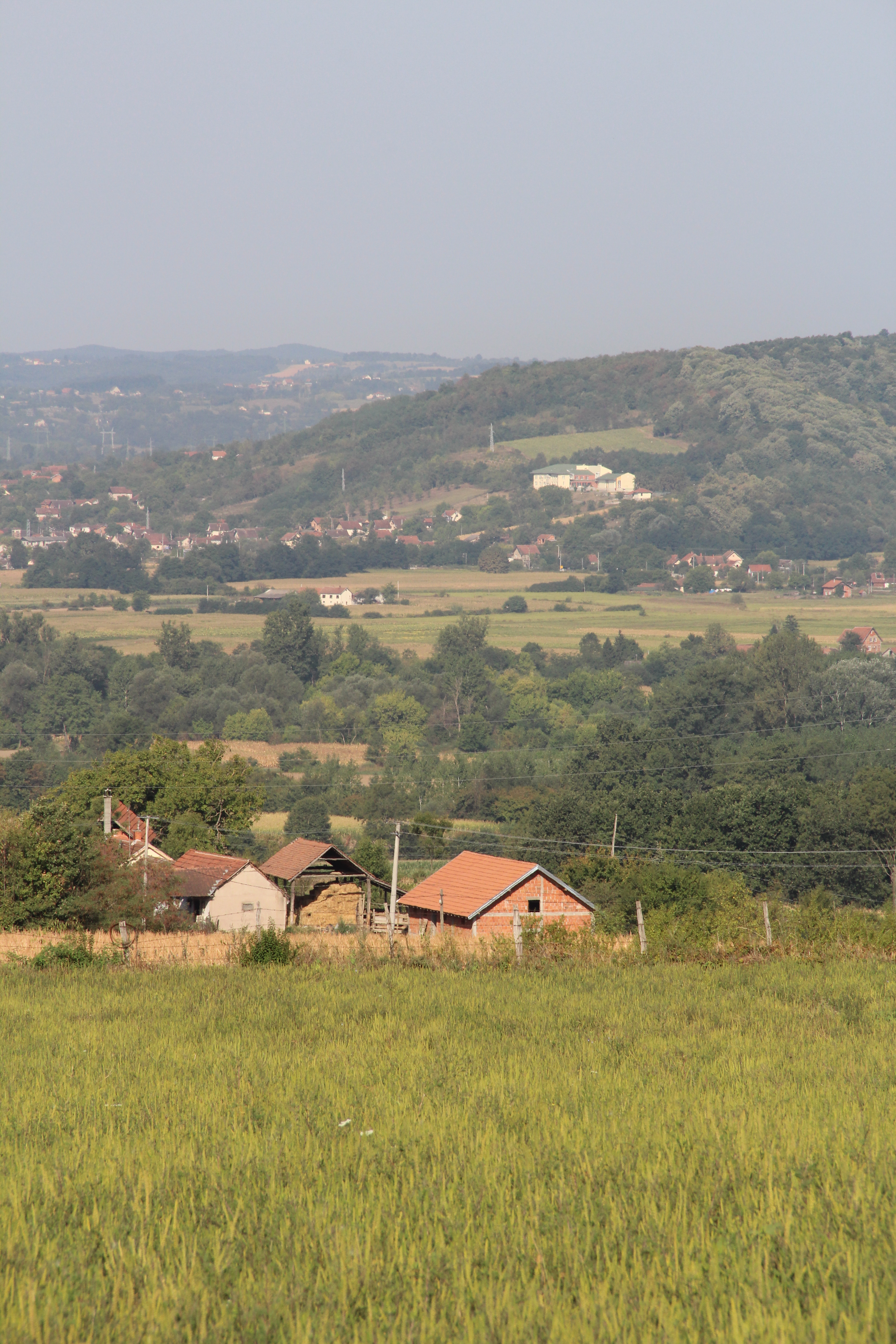
Tabanović - Panorama
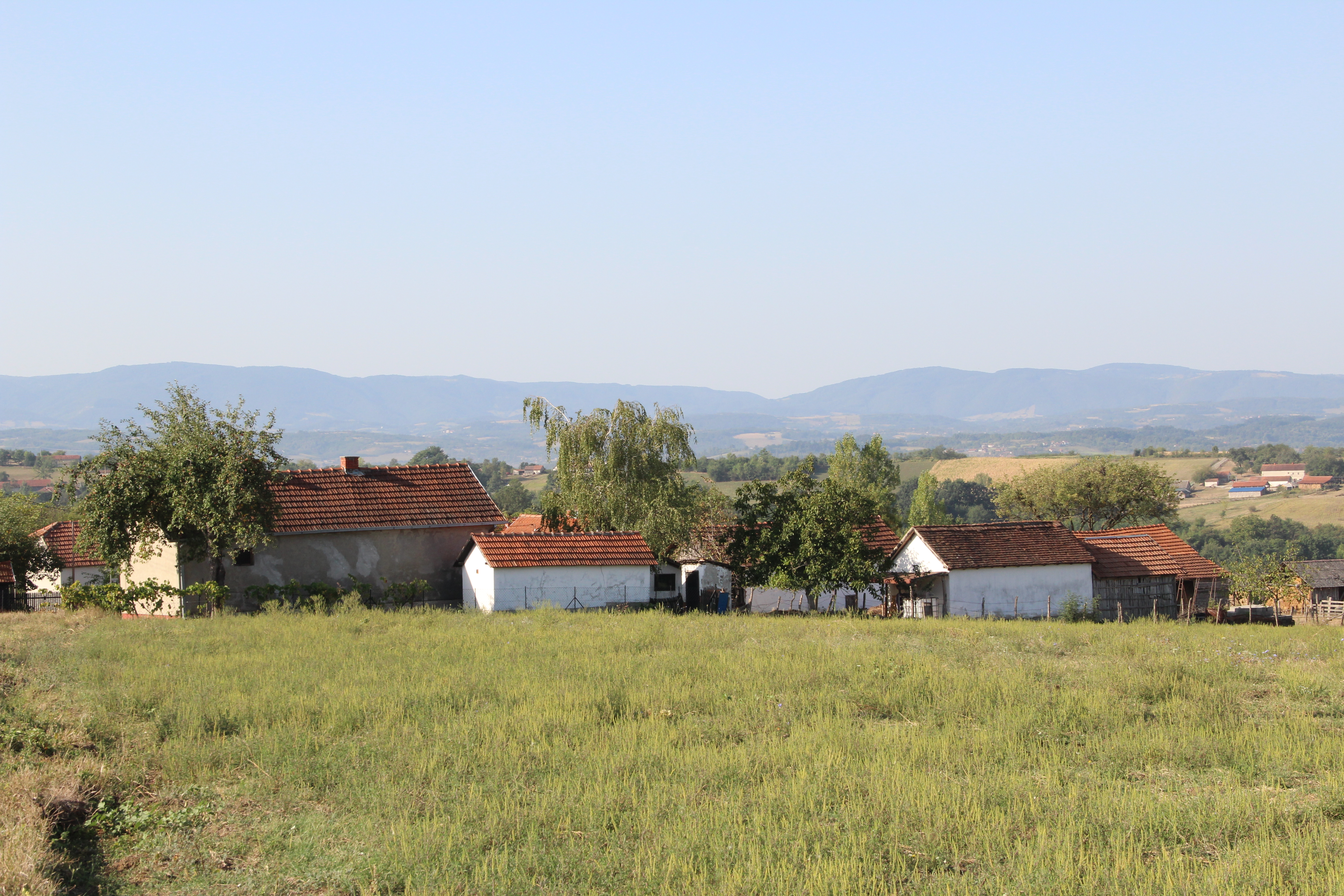
Tabanović - Panorama

## Démographie

### Évolution historique de la population
| 1948 | 1953 | 1961 | 1971 | 1981 | 1991 | 2002 | 2011 |
| ---- | ---- | ---- | ---- | ---- | ---- | ---- | ---- |
| 548  | 539  | 475  | 471  | 453  | 398  | 388  | 352  |

|  |